# Brachinulus
Brachinulus es un género de coleópteros adéfagos perteneciente a la familia Carabidae. 

## Especies
Relación de especies:
- Brachinulus viettei Basilewsky, 1958